# 積水ハウス地面師詐欺事件

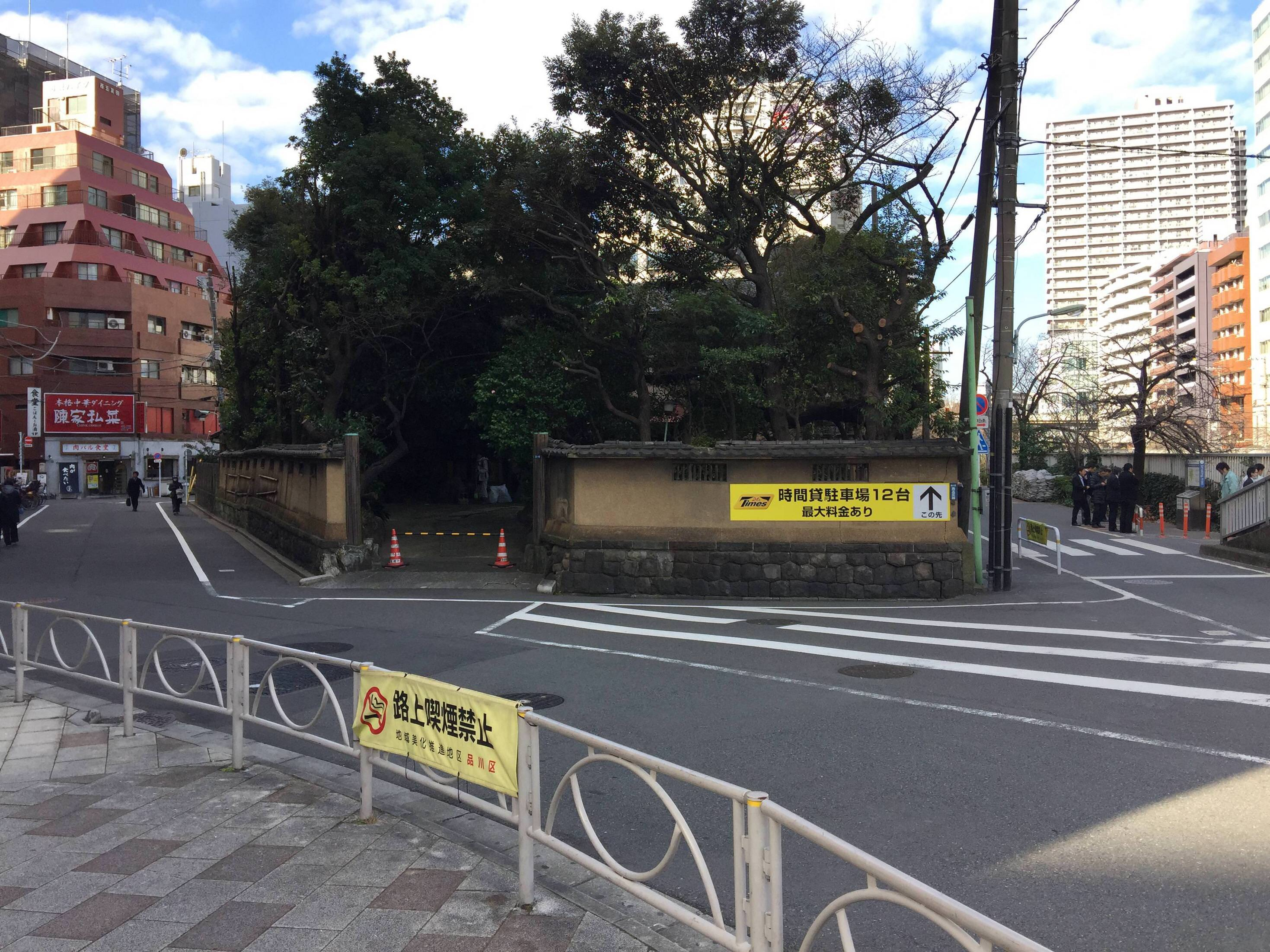
事件の舞台となった海喜館（2017年12月）。

積水ハウス地面師詐欺事件（せきすいハウスじめんしさぎじけん）は、2017年6月1日に、積水ハウスが地面師グループに土地の購入代金として55億5千万円を騙し取られた詐欺事件である。
逮捕者15人を出したが、不起訴になる容疑者も多数いた。その後も真相は謎に包まれており、公判でもすべてが明らかになったわけではない。

## 概要
事件の舞台は、東京都品川区西五反田2丁目22-6、山手線五反田駅から徒歩3分の立地にある旅館「海喜館（うみきかん、かいきかん）」である。不動産業界ではかねてより注目の案件だった。積水ハウスは所有者を名乗る女と、約600坪の旅館敷地を70億円で購入する売買契約を締結。6月1日に売買の窓口となった「IKUTA HOLDINGS株式会社」（千代田区永田町）に所有権移転の仮登記、さらに同日、積水ハウスに移転請求権の仮登記がなされ、同日、売買代金70億円のうち63億円を支払い、直ちに所有権移転登記を申請した。 しかし、売買は成立しなかった。6月24日、「相続」を原因に都内大田区の2人の男性（所有者の実弟とされる）が所有権を移転。7月4日に登記。所有者は死亡していた。
登記所が積水ハウスの売買予約に基づく仮登記を認めず、2人の男性に所有権の移転を認めた。この時点で、63億円を支払った積水ハウスは、地面師グループに騙されたことになる。なお、騙されたことを認め公表したのは8月2日だった。なお、同時期に旭化成グループが正式な所有者から土地を取得しており、跡地には高層マンションが建設された。

## 経緯
海喜館の所有者の元には、事件前からデベロッパーなどの不動産会社の社員などが頻繁に接触していたが、所有者は断固として土地の売却を拒んでいた。海喜館は2015年に廃業となったが、所有者はなおも売却せずに、旅館に居住し続けた。こうした事情に目を付けた地面師グループは、海喜館の土地を狙った。
2017年4月3日、地面師グループは転売目的で海喜館の土地を購入しようとする中間買主を見つけ、この中間買主から申込証拠金として2000万円を受け取った。4月4日、積水ハウスでマンション事業を行う事業部の営業次長に、地面師グループから海喜館の土地を売却するという話が持ち込まれる。土地所有者はパスポートと印鑑証明で本人確認ができる状況であった。
4月13日、地面師グループと中間買主、積水ハウスの次長・課長は条件面を打ち合わせた。その際、地面師側は「所有者はマンション購入資金として3億円の調達を急いでいる。申込証拠金だけだと翻意するかもしれない。他にも購入希望者は沢山いるので急いだ方が良い」と積水ハウス側に対して取引を急かした。
積水ハウスは稟議決裁を行った後、4月24日に売買契約を締結し、手付金14億円を支払った。この契約は海喜館を一旦中間買主が買取り、それを積水ハウスが買うという契約で、中間業者の買取価額60億円、積水ハウスの買取価額は70億円であった。この後、所有権移転の仮登記が完了する。
6月1日に残金の支払いが行なわれ、建物取り壊し後に支払う留保金7億円を除いた残金49億円が支払われた。6月6日、法務局から不動産の本登記却下の連絡が入る。ここで偽の所有者から土地を購入していたことが判明する。
6月9日、積水ハウスは新宿警察署に被害届を提出するが受理されず、9月15日警察庁で刑事告訴が受理された。この間、6月24日に海喜館の本来の所有者が死亡したと見られ、「相続」を原因に都内大田区の2人の男性が所有権を移転し、7月4日に登記された。
その後、2020年6月22日の記事によると、旭化成不動産レジデンスが真正の所有者から土地を取得。30階建の超高層マンション・アトラスタワー五反田を建設した。

## 詐欺が成功した要因
- 不動産会社が地面師対策として通常実施する「知人による確認」を実施しなかった。これは、取引をしようとしている「所有者」の顔写真を近隣住民や知人に見せる方法で行われる、本人確認手法の一種である。本事件の真の所有者は、当物件で生まれ育っているため、近隣住民で知らない者はいないほどであったにもかかわらず、これを怠った[7]。
- 土地購入の承認を得るための稟議書承認の際、4名の回議者が飛び越され、予め現地視察をしていた社長が先に承認した。回議者全員が押印したのは手付金支払後だったとも報道された[7]。当時不動産部長だったKは、「この取引はおかしい」と言い続けたが、阿部俊則社長や東京マンション事業本部長の常務らは、取引相手のネガティブな情報を伏せ、最終的にKに捺印させた。Kの証言では、取引前の2017年5月10日に積水ハウス本社法務部宛に送られてきた内容証明郵便についても、怪文書の類とみなし、不動産部には伝えなかったという[10]。
- 積水ハウスが手付金支払いと仮登記を行った後に、真の所有者から「売買契約はしていない、仮登記は無効である」などと記載された内容証明郵便4通が届けられ、さらにその一通には印鑑登録カードの番号が記載されていたにもかかわらず、積水ハウスはこれらを土地売買を知った者による妨害行為と思いこんで、偽の所有者から内容証明郵便を送っていない旨を記載した確約書を入手する程度の対応しか取らなかった[7]。当時は真の所有者が長期入院中で面会謝絶となっており「その状態でなぜ登記を確認し、内容証明書類を作成できたのか」と不審視される点があったことが、積水ハウス側が真正の通知書と信じられなかった要因の一つとされる。
- 真の所有者からの内容証明郵便を妨害行為と思いこんだ積水ハウス側は、これに対応するため、残代金の決済日を約2か月早めて6月1日にした。残代金支払日の6月1日には、真の所有者の通報により現地に来た警察官は、積水ハウス社員に対して警察署への任意同行を求めた。これは残金支払手続中のことで、連絡を受けた積水ハウス側はこれも妨害行為だと思い、そのまま支払手続を完了した[7]。
- 地面師グループは、これ以前に複数の不動産会社に声を掛けていたが、所有者の本人確認ができないという理由で断られていた[7]。
- 積水ハウスは、元々都心でのマンション用地買収は得意分野ではなかったが、マンション事業部はこの案件を是非とも進めたい一心で、稟議承認の前に社長に現地を見せ、その後、社長による飛び越し承認がなされ、社内では「社長案件」と呼ばれるようになっていた。マンション建設用地を確保したいという社内の勢いが強く、間の承認・チェック体制が機能しなかったといわれる[7]。

## 事件発覚前から指摘されていた不審点
- 最終打ち合わせの際に、パスポートの表記が正式なものと異なる部分があったという指摘があり、さらに地面師が「取りに行った際に仲間と所有者が喧嘩になって揉め事が起こるといけないので」と、土地の権利書なしで本人確認情報で登記申請をしようと申し出るなどしていた[6]。他にも偽の所有者は、自分の誕生日を忘れる、自分の干支を間違えるなどしていた[6]。
- 偽の所有者に現住所の記載を求めた際、番地が書き間違えられていた[6]。
- 支払いには銀行振込ではなく、換金が容易で引き出しなどの記録が残らない預金小切手が決済方法として利用された。
- 取引相手が中間業者の会社で、途中で前株から後株になり[注釈 2]、代表者も別のペーパーカンパニーとなっていた。

## 事件後の内紛

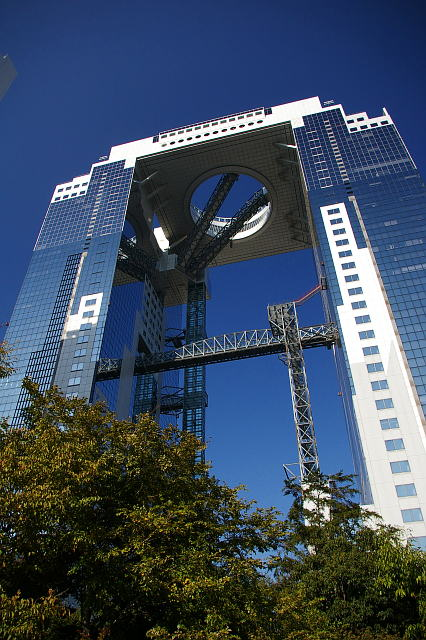
積水ハウスが入居する梅田スカイビル

積水ハウスは2008年4月以来、「和田会長－阿部社長」の体制を続けてきたが、この事件により事態は急変、和田と阿部が対立し、お家騒動に発展した。
事件後の2018年1月24日に開かれた取締役会で、和田が「詐欺事件について責任を明確化する」として、阿部の社長解任動議を出したものの、否決。その後、阿部が「新しいガバナンス体制を構築する」として、和田を解任する動議を出したところ、和田が辞任を表明。事実上の解任とみられた。和田は阿部の責任を追及したはずが、返り討ちにあったといわれる。こうした内紛劇が表面化して以降、積水ハウスの株は下落が続いた。2018年1月期決算を発表した3月8日、同社は企業統治の強化策を公表。代表取締役の70歳定年制、女性社外役員の登用による役員構成の多様化を打ち出した。阿部は6項目の改善策について「全社的に取締役会の大改革に不退転の決意で取り組む」ことを強調した。4月26日付の役員人事では社外取締役、社外監査役を各1人増員し、それぞれ女性を起用。
2020年4月23日、阿部会長ら取締役選任議案が可決され、和田前会長らによる経営陣刷新の株主提案が否決される。
2021年3月4日、会長を務めていた阿部が退社すると発表。退任後に特別顧問に就き、会長職は空席となる。

## 訴訟

### 刑事訴訟
- 詐欺グループ10人は、詐欺などの罪で有罪判決を受け、2021年現在一部は確定[14]。

### 民事訴訟
- 2021年1月27日 - 積水ハウスが、詐欺グループ10人に損害賠償を求めた訴訟の判決で、東京地裁（鈴木昭洋裁判長）は、争わなかった5人に計10億円を支払うよう命じた[14]。2024年11月27日、東京地裁は残りの5人についても計10億円を支払うよう命じた[15]。
- 2022年5月20日 - 株主が当時社長だった阿部俊則と当時の副社長に賠償を求めた株主代表訴訟の判決で、大阪地裁（谷村武則裁判長）は、「経営判断の裁量範囲にとどまる」として請求を棄却した[16]。12月8日、大阪高裁は株主側の控訴を棄却した[17]。